# Ehosakhozi (Lolowau)
Ehosakhozi is een bestuurslaag in het regentschap Nias Selatan van de provincie Noord-Sumatra, Indonesië. Ehosakhozi telt 1672 inwoners (volkstelling 2010).